# Амонићани
Амонићани, Амонци, Амонити (хебр. עַמּוֹן) библијски су народ који је живео на источној обали реке Јордана до граница Арабије (у Јордану). Воде порекло од Лотовог сина Амона. Водили су честе и жестоке борбе с Јеврејима.
Њихово царство трајало је од 10. века п. н. е. до 332. п. н. е. Главни град је био Рабат-Амон (сада Аман). Били су идолопоклоници. Главно божанство био им је Молох, коме су полагали и људске жртве.
Према Библији, Амонци су потомци Амона (Постанак 19: 30-38). Владали су земљама преко Јордана осамнаест година, и затим су прешли и преко Јордана.
Са Јеврејима су били у непријатељству и сталним сукобима. Помогли су Асирцима у уништењу Израиљског царства (720. п. н. е.), Халдејаца, у рушењу Јудеје (598. п. н. е.) (Цар 24:. 2). Даље, Амонци су међу непријатељским народима, који су се противили обнови Јерусалима (585. п. н. е.) по повратку Јевреја из Вавилона (Нех 4:. 7). Борили су се са Јеврејима и у време браће Макавеја (1Мак 1:. 6). Помињу се и у 2. веку п. н. е. више пута у Мишни и списима Јустина Мученика 272. п. н. е. Након тога име Амонаца нестаје из историје.